# Кинжибаев, Карим Шахназарович
Карим Шахназарович Кинжибаев — советский хозяйственный, государственный и политический деятель, Герой Социалистического Труда.

## Биография
Родился в 1924 году в селе Фунтово. Член КПСС с 1958 года.
С 1942 года — на хозяйственной, общественной и политической работе. В 1942—1984 гг. — в рядах Советской Армии, служил в составе 162-го стрелкового полка войск НКВД, затем в 218-м и 86-м пограничных войсках МВД, бригадир овощеводческой бригады в фунтовском колхозе «Актив» Наримановского района Астраханской области.
Указом Президиума Верховного Совета СССР от 30 апреля 1966 года присвоено звание Героя Социалистического Труда с вручением ордена Ленина и золотой медали «Серп и Молот».
Избирался депутатом Верховного Совета РСФСР 7-го созыва.
Умер в 1994 году.